# Florencia Carignano
María Florencia Carignano (Santa Fe; 9 de julio de 1978) es licenciada en Relaciones Internacionales y política argentina. Ejerció como directora nacional de Migraciones, siendo la primera mujer en 72 años en ocupar ese cargo.
Carignano es egresada de la Universidad del Salvador, donde obtuvo su Licenciatura en Relaciones Internacionales en el año 2005. Años después obtuvo una beca de la Fundación Carolina para realizar un Máster en Estudios de la Unión Europea en la Universidad de Salamanca. Finalmente, realizó su especialización en Relaciones y Negociaciones Internacionales en el año 2009 en la Universidad de San Andrés.

## Biografía
Nació en la ciudad de Santa Fe, es madre de tres hijos y se muestra como fanática del club Colón de Santa Fe. Su padre había sido diputado nacional por el justicialismo durante la presidencia de Carlos Menem.
Realizó la escuela primaria en la 38 "Brigadier López" de Guadalupe. Empezó la secundaria en el Huerto y la finalizó en Estados Unidos. Ya de vuelta al país, se licenció en la Universidad del Salvador de la ciudad de Buenos Aires, donde comenzó a involucrarse políticamente tras las ideas de Néstor Kirchner para eventualmente incorporarse a La Campora.   

### Trayectoria Política
Desde 2008 a 2009, se desempeñó como coordinadora de Proyectos de la secretaría de Seguridad Interior, donde previamente fue asesora del Concejo de Seguridad interior de 2006 a 2007. También se desempeñó como Jefa de Gabinete de la Subsecretaría de Culto perteneciente al Ministerio de Relaciones Exteriores, Comercio Internacional y Culto. Su primer cargo en función fue el de Asesora de la Secretaría General de la Presidencia de la Nación en el transcurso del año 2003.
Desde el año 2010 hasta el 2014, se desempeñó como directora Nacional de Promoción y Acceso a la Justicia en el ministerio de Justicia, durante el último periodo presidencial de Cristina Kirchner. Desde allí, en febrero de 2014, fue designada como subsecretaria de Acceso a la Justicia de la Nación, donde promovió Centros de Acceso a la justicia que tenían como objetivo colaborar con trámites que iban desde mediaciones hasta facilitar el acceso a documentación. 
Desde diciembre del 2019 hasta 2023, se desempeñó como directora nacional de migraciones en el ministerio del Interior encabezado por Wado de Pedro. Con anterioridad, representó al ministerio de Justicia y Derechos Humanos de la Nación ante el Consejo Federal para la lucha contra la trata y explotación de personas y para la protección y asistencia a las víctimas. En el mismo ministerio se desempeñó como jefa de Gabinete de Asesores de la secretaría de Justicia.